# Kim Hyang-gi
Kim Hyang-gi (en hangul, 김향기; Yongin, Gyeonggi, 9 de agosto de 2000) es una actriz surcoreana, afiliada a Namoo Actors.

## Carrera
Es miembro de la agencia Jikim Entertainment.
Comenzó su carrera como actriz infantil, apareciendo en películas y series de televisión como Wedding Dress (2010), The Queen's Classroom (2013), Thread of Lies (2014), Snowy Road (2017) y más recientemente, Along with the Gods: The Two Worlds y su secuela Along with the Gods: The Last 49 Days.
En enero de 2022 se confirmó que se había unido al elenco de la serie Joseon Psychiatrist Yoo Se-poong, donde interpretó a Seo Eun-woo, una joven que viuda escapa de su insoportable vida cotidiana y se convierte en psiquiatra, infiriendo en las historias de aquellos que tienen el corazón roto.
Ese mismo año se unió al elenco de la serie Fly, Butterfly (también conocida como "Fly High Butterfly") donde dio vida a Gi Bbeum.

## Filmografía

### Películas
| Año  | Título                                | Papel                     | Notas              | Ref.   |
| ---- | ------------------------------------- | ------------------------- | ------------------ | ------ |
| 2006 | Heart Is...                           | So-yi                     |                    |        |
| 2008 | Cherry Tomato                         | Da-seong                  |                    |        |
| 2008 | Girl Scout                            | Yoon-yi                   |                    |        |
| 2008 | Santamaria                            | Joven Ho-kyung (cameo)    |                    |        |
| 2009 | Private Eye                           | Byul-yi                   |                    |        |
| 2010 | Wedding Dress                         | Jang So-ra                |                    |        |
| 2010 | Troubleshooter                        | Kang Soo-jin              |                    |        |
| 2011 | Late Blossom                          | Niña (cameo)              |                    |        |
| 2012 | The Grand Heist                       | Nan-yi                    |                    |        |
| 2012 | A Werewolf Boy                        | Sun-ja                    |                    |        |
| 2014 | Thread of Lies                        | Cheon-ji                  |                    |        |
| 2016 | A Letter from Prison                  | Kwon Dong-hyun            |                    |        |
| 2017 | Along with the Gods: The Two Worlds   | Duk-choon                 |                    |        |
| 2017 | Snowy Road                            | Choi Jong-boon            |                    |        |
| 2018 | Along with the Gods: The Last 49 Days | Duk-choon                 |                    |        |
| 2018 | Youngju                               | Young-ju                  |                    | [ 12 ] |
| 2019 | Innocent Witness                      | Ji-woo                    | Protagonista       | [ 13 ] |
| 2021 | I                                     | Ah Young                  |                    | [ 14 ] |
| 2021 | Barrenderos especiales                | Robot Bubs (nuevo cuerpo) | Aparición especial |        |
| 2021 | I will open the door for you          |                           | Cortometraje       |        |
| 2022 | Hansan: Rising Dragon                 | Jeong Bo-reum             |                    | [ 15 ] |

### Televisión
| Año  | Título                                    | Papel          | Canal     | Ref.          |
| ---- | ----------------------------------------- | -------------- | --------- | ------------- |
| 2007 | Salt Doll                                 | Min Ha-na      | SBS       |               |
| 2007 | Bad Couple                                | Jo Yeon-doo    | SBS       |               |
| 2007 | Cruel Love                                | Lee Mi-so      | KBS2      |               |
| 2008 | Night After Night                         | Kang Ji-yoon   | MBC       |               |
| 2009 | Hero                                      | Jin Sol        | MBC       |               |
| 2011 | Pluto Secret Society                      | Geum-sook      | EBS       |               |
| 2013 | The Queen's Classroom                     | Shim Ha-na     | MBC       |               |
| 2014 | Drama Special "You're Pretty, Oh Man-bok" | Oh Man-bok     | KBS2      |               |
| 2015 | Snowy Road Drama Special                  | Choi Jong-boon | KBS1      |               |
| 2017 | Revenge Note                              | Ho Goo-hee     | oksusu TV |               |
| 2018 | Drunk in Good Taste                       | Chong-nam      | tvN       |               |
| 2019 | Moment at Eighteen                        | Yoo Soo-bin    | JTBC      |               |
| 2022 | Fly High Butterfly                        | Gi Bbeum       | JTBC      |               |
| 2022 | Joseon Psychiatrist Yoo Se-poong          | Seo Eun-woo    | tvN       | [ 16 ] [ 17 ] |

### Vídeos musicales
| Año  | Título              | Artista  |
| ---- | ------------------- | -------- |
| 2007 | "Flying Girl"       | Magolpy  |
| 2011 | "Love Is Delicious" | Wheesung |
| 2013 | "Green Rain"        | Shinee   |
| 2014 | "Back"              | Infinite |

## Discografía
| Año  | Título         | Notas                                         |
| ---- | -------------- | --------------------------------------------- |
| 2010 | "So-ra's Song" | Perteneciente al soundtrack de Wedding Dress. |

## Premios y nominaciones
| Año  | Categoría    | Premio                           | Trabajo          | Resultado |
| ---- | ------------ | -------------------------------- | ---------------- | --------- |
| 2020 | Mejor Actriz | 56th Grand Bell Award            | Innocent Witness | Nominada  |
| 2019 | Mejor Actriz | 39th Golden Cinema Film Festival | Innocent Witness | Ganadora  |